# Thoracoplites bifurcatus
Thoracoplites bifurcatus är en stekelart som beskrevs av Fischer 1961. Thoracoplites bifurcatus ingår i släktet Thoracoplites och familjen bracksteklar. Inga underarter finns listade i Catalogue of Life.